# Dziwna (Dziwnów)
Dziwna (niem. West Dievenow, alt. Groß Dievenow) – część miasta Dziwnowa (SIMC 0774842) i sołectwo, w województwie zachodniopomorskim, w powiecie kamieńskim.
Leży w południowej części miasta, na południe od cieśniny Dziwna. Dawna wieś Dziwna leżała w miejscu, gdzie obecnie znajduje się południowa nasada mostu zwodzonego. Natomiast sołectwo Dziwna obejmuje cały obszar na wschód i południe od niej (półwysep Trendel), otoczony od trzech stron przez cieśninę Dziwna (od północy), Zatokę Wrzosowską (od wchodu) i Zalew Kamieński (od południa). Połączona jest z północnymi częściami Dziwnowa (Dziwnowem Górnym) mostem zwodzonym. Posiada wiejski układ ulic.
Niemiecka nazwa West Dievenow kontrintuitywnie oznacza Dziwnę, nie Dziwnów Górny, położony w zachodniej części miasta (niem. West = zachód).
24 maja 2001 liczyła 669 mieszkańców. 186 mieszkańców Dziwny (83,78% głosujących) opowiedziało się za włączeniem do Dziwnowa, a 36 (16,22%) było przeciw. W konsultacjach wzięły udział 222 osoby (33,18%).
Do końca 2003 samodzielna miejscowość, do kiedy to wraz z Międzywodziem stanowiła wspólny obręb ewidencyjny (Międzywodzie). Stała się częścią miasta Dziwnowa 1 stycznia 2004 w związku z nadaniem mu praw miejskich, powiększonego również o obszar cieśniny Dziwna.